# Еуджения Атендоло Болонини Лита
Еуджèния Атèндоло Болонѝни, херцогиня Лита Висконти Арезе (на италиански: Eugenia Attendolo Bolognini, duchessa Litta Visconti Arese), известна като „Красивата Болонина“ (la bella Bolognina; * 12 февруари 1837, Милано, Сардинско кралство, † 6 април 1914, Ведано ал Ламбро, Кралство Италия) е италианска благородничка и благодетелка, метреса на крал Умберто I.
Участва активно в антиавстрийската пропаганда по време на Рисорджименто.
След смъртта на любимия си син Алфонсо през 1891 г. (чийто баща е Умберто I) тя продава всичките си бижута, за да бъде построен Павильон Лита за Голямата болница в Милано (1895), както и за създаването на първата речна линейка по река По (1898).

## Произход
Еуджения е дъщеря на Еуджения Вимеркати Сансеверино и на граф Джан Джакомо Атендоло Болонини († 1865), известен като изискан колекционер, на когото се дължи раждането на Гражданските музеи на Милано. Историческите изследвания обаче потвърждават, че нейният истински баща е Алфонс Сераф фон Порча (* 1801, † 1876), принц на Порча (1835 – 1876), с когото първоначално майка ѝ има извънбрачна връзка и за когото впоследствие, на 8 април 1865 г., се омъжва повторно.

## Биография

### Детство
След като разкрива извънбрачната връзка на жена си, граф Джан Джакомо, за да избегне скандала, признава Еуджения за своя дъщеря, но принуждава съпругата си и детето да напуснат.  
От ранна възраст нейната красота е очевидна и тя скоро става известна в Милано като Красивата Болонина.

### Брак и патриотизъм
През 1855 г. 18-годишната Еуджения се омъжва за граф Джулио Лита Висконти Арезе, бъдещ четвърти херцог Лита, благородник, участвал в революционните въстания от 1848 г., като по този начин става херцогиня Лита. Двамата прекарват известно време в Париж, където се ражда синът им Помпео.
Тя споделя политическите позиции на съпруга си и има изискан и популярен културен салон в Милано. Херцозите Лита имат патриотични приятелства и никога не крият своите антиавстрийски позиции. Двамата посещават салона на Карло д'Ада, който събира основните дисиденти като братята Емилио и Енрико Дандоло, Боромео, Тривулцио, Троти и други. Тя е голяма приятелка на Кармелита Фе, вдовица на патриота Лучано Манара, и на Ермелина Дандоло, мащеха на пламенния патриот Емилио.
Австрийците я наричат Кралицата на гъските: в Австрия ломбардско-венецианските дами всъщност са наричани гъски, които, вълнувайки се, се преструват, че спасяват гордостта и италианския си дух.  
Еуджения също е запомнена като вдъхновяващата муза на писателя и композитор Ариго Бойто, чест посетител на нейните културни и социални кръгове. Половин Милано е увлечен по красотата ѝ. Сред истинските и фалшивите ѝ връзки се открояват имената на Ариго Бойто, Акиле Торели, Оноре дьо Балзак, Наполеон III и Виктор Емануил II, баща на любовника ѝ Умберто. Тя среща Наполеон III по време на медения си месец в Париж. Чарът ѝ го завладява и Наполеон III започва да я кани на личните си закуски, понякога сам, друг път в компанията на императрица Евгения де Монтихо и на Графинята на Кастильоне Вирджиния Олдоини.

### Връзка с Умберто I Савойски
Еуджения дължи известността си на дългата си и стабилна извънбрачна връзка, която има от 1982 г. със 7-години по-младия от нея бъдещ крал на Италия Умберто I, която продължава до смъртта му през 1900 г. Тя е и придворна дама на съпругата му, кралица Маргарита.
Двамата се запознават през 1862 г. на бал с маски в Кралския дворец в Милано, когато Умберто е на 18 г., все още неженен, а тя на 25 г., омъжена. Еуджения влиза триумфално в балната зала в полунощ на златна шейна, носейки маската на снежната принцеса, покрита само със снежинки и много прозрачни воали, и бъдещият крал е запленен от нея. Скоро двамата започват да се срещат тайно в къщата на майка ѝ и по-късно в апартамент на ул. „Черная“ в Монца. Въпреки това връзката им става обществено достояние, което скандализира миланската аристокрация. Озовават се на първа страница на вестниците и Еуджения става основна мишена на клюките. Благодарение на красотата ѝ печатът я описва като „безстойностната Дю Бари“ и „италианската Помпадур“. Тя се мести във Вила Лита във Ведано ал Ламбро, близо до Кралския дворец в Монца, за да може да се среща с любовника си в по-голямо уединение. Там тя живее до смъртта си. От своя страна Умберто купува Вила Дзендали, също във Ведано, като ловна хижа, чиято градина граничи с тази на Вила Лита. В Кралския дворец на Монца има таен проход в гардероб, който позволява на Умберто да влиза и излиза от личния си апартамент при пълна конфиденциалност.
По-късно (през април 1868 г.) бъдещият крал Умберто I се жени за първата си братовчедка Маргарита Савойска по желание на баща му Виктор Емануил II. Маргарита знае за връзката им, откакто ги вижда в залите на Кралската вила в Монца, и първоначално мисли за развод. Умберто на практика живее с Еуджения, докато съпругата му се среща с него малко и по официални поводи, като двамата демонстрират привидно щастлив брак.
Еуджения има две деца – Помпео от съпруга ѝ и любимия ѝ Алфонсо, който умира през 1891 г. Алфонсо е извънбрачен син от крал Умберто I, въпреки че официално е признат и легитимиран от херцог Лита. След раждането на Алфонсо през 1870 г. Умберто I е привлечен от други жени като Винченца Санта Фиоре и други, и затова подарява на Еуджения дворец и нанизи с перли. През 1878 г. той става крал и се мести в Рим. Той е последван от Еуджения, за която купува вила на римския хълм Есквилин.
Умберто I е застрелян от анархист на 29 юли 1900 г. Кралица Маргарита позволява на Еуджения да се сбогува с тялото му, но Еуджения не присъства на държавното погребение, като предпочита да остане във вилата си във Ведано. Умберто I ѝ оставя значително наследство, около 20 млн., от което тя се отказва.

### Благодетелка
Еуджения е благодетелка на Голямата болница (Ospedale Maggiore, Оспедале Маджоре) на Милано, известна и като Поликлиника на Милано, за която изгражда павилион, посветен на смъртта на 21-годишния ѝ син Алфонсо. Първите разширения на болницата се дължат именно на нейната инициатива и дарения. Павилионът Лита е първият построен в района отвъд Навильo през 1895 г. и в него се помещава седалището на Италианската асоциация на спасителите. В завещанието си тя остава средства на болницата, което позволява на Италианския червен кръст да създаде речна линейка през 1898 г., за да доставя първа помощ на населението, което живее по бреговете на река По.
Еуджения живее във Вила „Лита Болонини Модиляни“ във Ведано ал Ламбро, град в Брианца, в непосредствена близост до парка Монца, до смъртта си през 1914 г. в навечерието на Първата световна война. Преди смъртта на Умберто I през 1900 г. и след смъртта на съпруга ѝ през 1891 г. Херцогиня Лита се разпорежда колекцията ѝ от 49 картини да бъде дадена на Болницата в Милано след смъртта ѝ. Тези картини сега са част от Миланските граждански музеи в миланската резиденцията Палат „Морандо Атендоло Болонини“ на улица „Сант Андреа“ 6. Освен това тя  дарява „Портрет на граф Антонио Порча“ от Тициан на Пинакотека „Брера“ в Милано. В

### Смърт
Херцогиня Лита умира на 77-годишна възраст и е погребана до съпруга и децата си в семейната гробница във Ведано ал Ламбро, намиращ се в Ораторий „Санта Мария деле Селве“. Ораторият, който принадлежи на Оспедале Маджоре на Милано, се намира във Вила Лита – частна резиденция, където днес живеят потомците Лита.

## Брак и потомство
∞ 1855 за граф Джулио Лита Висконти Арезе (* 1822, † 1891), бъдещ четвърти херцог Лита, 10-и маркиз на Гамболò, от когото има един син:
- Помпео Лита Висконти Арезе (* 1856, Париж; † 1921), 5-и херцог Лита, 11-ти маркиз на Гамбало, последен представител на Дом Лита Висконти Арезе.

От крал Умберто I (* 1844, † 1900) има един извънбрачен син:
- Алфонсо Лита Висконти Арезе (* 1870, † 1891), припознат като син на Херцог Лита.